# Viktor Spiridonov
 (avril 2017).
Si vous disposez d'ouvrages ou d'articles de référence ou si vous connaissez des sites web de qualité traitant du thème abordé ici, merci de compléter l'article en donnant les références utiles à sa vérifiabilité et en les liant à la section « Notes et références ».
Pour les articles homonymes, voir Spiridonov.
Viktor Afanassievitch Spiridonov (en russe : Виктор Афанасьевич Спиридонов) (1882-1944) est un spécialiste russe du combat militaire. Officier russe du début du XXe siècle, il a participé à deux conflits : la Guerre russo-japonaise et la Première Guerre mondiale. Il est considéré comme le plus ancien promoteur soviétique de ce qui sera nommé par la suite le « Sambo ».

## Biographie
Né le 20 décembre 1882 (1er janvier 1883 dans le calendrier grégorien) dans le gouvernement de Viatka, il s'engage dans l'armée régulière à l'âge de 17 ans. Il s'y distingue et est dirigé vers l'école d'Infanterie Kazan, où il obtint son diplôme. Il est alors promu officier dans l'Armée Impériale. En 1905, il participe à la Guerre russo-japonaise et est envoyé en Mandchourie. Il est décoré à la fin du conflit pour s'être distingué pendant la guerre. C'est à cette période qu'il étudie une version européenne du Ju-jitsu japonais. V.A. Spiridonov était un expert de gymnastique militaire appliquée, sorte de mélange de conditionnement physique et de techniques de combat ; à cette époque, il n'existe pas de système de combat « officiel » enseigné systématiquement au personnel militaire. Ce type d'instruction ne viendra que plus tard, après la Révolution d'Octobre.
Il participe par la suite à la Première Guerre mondiale durant laquelle il est estropié par un coup de baïonnette. Il est alors retiré du conflit et demeure dans l'armée comme réserviste. Du fait qu'il était malade et de petite stature, il compose un système de combat, le « Samoz », pour pouvoir faire face aux pires scénarios dans les conditions les plus extrêmes et défavorables, en tenant compte des facteurs de stress, de peur et de désespoir. En tant que vétéran, il se fonde évidemment sur son expérience personnelle du combat dans les tranchées.
Au moment de la Révolution d'Octobre de 1917, il est réserviste. Favorable à la révolution, il reprend du service. En 1919, il travaille à la direction principale des blindés de l'Armée rouge, puis devient instructeur d'autodéfense et de sport pour le district de Moscou, dans le cadre du Vseobuch (Instruction Militaire Générale) créé par Vladimir Lénine. C'est à ce moment, en 1921 que, pour la première fois, un système de combat pour les militaires est créé. En 1923, un club « sportif » est créé pour l'enseignement spécifique aux militaires, gardes frontières, police spéciale : le Club Dynamo. Le Samoz est alors placé sous la protection de la sécurité d'état, par le NKVD. Le Dynamo devient le lieu de propagation d'un système d'autodéfense gardé secret. V.A. Spiridonov travaille activement à la formation du personnel mais aussi d'une équipe d'instructeurs.
Il crée à cette époque, un système d'enseignement d'autodéfense dans lequel l'influence des styles de combats étrangers sont encore absents. Se référant sur son expérience au combat, de la douleur, de la peur et du sang, il sélectionne les types d'exercices les plus appropriés et les plus adaptables à toutes les situations. La notion de « technique » est absente de son système, ce dernier est plus fondé sur la connaissance des fonctions biomécaniques du corps humain et de la psychologie (conscience psychophysiologique). Dans une situation où la vie est menacée, la rapidité du temps de réponse et d'exécution est également primordiale. Il suivra invariablement ces règles pendant ses vingt années d'enseignement. Sous sa direction, plusieurs sections d'autodéfense du Dynamo sont ouvertes à Leningrad (Saint-Pétersbourg), à Rostov-sur-le-Don, à Sverdlovsk (Iekaterinbourg), en Ukraine, en Sibérie, en Transcaucasie. On peut dire de V.A. Spiridonov qu'il a influencé la forme martiale du Sambo, d'abord réservée aux troupes spéciales tsaristes (Okhrana).
L'efficacité est le critère principal du Samoz de V.A. Spiridonov, enseigné dans le plus grand secret au Dynamo pour les troupes spéciales. C'est d'ailleurs un membre de ces fameuses troupes qui aurait enseigné à Mikhail Ryabko, alors âgé de 14 ans, le Samoz de Spiridonov. Mikhail Ryabko se montre très discret sur l'origine du « Systema », forme évoluée du Samoz. Le Colonel Mikhail Ryabko (en) a été l'instructeur du Capitaine Vladimir Vassiliev. Mikhail Ryabko et Vladimir Vassiliev sont respectivement à l'origine du Ryabko Systema. M. Ryabko et V. Vassiliev ne sont pas dans l'erreur lorsqu'ils affirment que leur Systema, qui veut dire « système », ne dérive pas du Sambo proprement dit, la création du Sambo étant postérieure à celle du Samoz. Mais il est tout aussi essentiel de comprendre que le curriculum du Sambo Sportif (Borba Sambo) se retrouve dans celui du Sambo Militaire (Boïevoe Sambo et Combat Sambo) et que le Samoz est un style de Sambo Militaire. La réciproque, elle, est fausse. C'est pourquoi, en réalité, le Systema comprend en partie l'influence du Sambo (sportif), car le Sambo (sportif) était déjà partie intégrante du Samoz (forme de Sambo Militaire) de cette époque. En effet, Viktor Spiridonov avait créé une forme sportive du Samoz pour l'entraînement des membres du NKVD. Cette forme sportive sera reprise par Vassili Ochtchepkov avec l'avènement du Sambo. Le Samoz eut une évolution parallèle au Sambo (militaire et sportif) et aboutira aux différents styles de Systema (Ryabko Systema, ROSS Systema, Kadochinkov Systema, Systema Spetsnaz, Svetailo Systema, Sidorov Systema, etc.). D'ailleurs, une autre appellation couramment employée au sujet du Systema est le Combat Sambo Spetsnaz. Parmi tous ces styles de RMA (Russian Martial Art) il y a aussi : Vyjivaniya (Survie), Roukopachni Boï (Combat corps à corps), Koulatchny Boï (Combat corps à corps d'une autre forme), chtikovoï Boï (Combat à la baïonnette), Golitsin Systema (style familial de la Russie pré-soviétique du Prince Boris Golitsine), etc.
V.A. Spiridonov travailla activement sur des règles de compétition d'autodéfense, une version sportive du Samoz. Il disait au sujet de la compétition sportive : « La compétition est malgré tout le degré maximum d'entraînement et la dernière étape de perfectionnement d'un combattant à l'étude du Samoz ». V.A. Spiridonov sillonna l'Europe et sélectionna les meilleures techniques de boxe anglaise, de boxe française, du Silat Deutsch, du combat corps à corps de l'armée, de l'escrime et du Ju-jitsu. Il supprima les attaques sur les points vitaux de ce dernier système, car l'habillement épais des Russes les rendait inopérantes. Il voyagea aussi en Mongolie, en Chine et en Inde pour étudier les traditions martiales Mongol-Védique. Au cours des années précédant la Seconde Guerre mondiale, il donna les cours de Samoz (en transition vers le Sambo) au Club Dynamo, qui était géré par l'Armée rouge, plus précisément le KGB. Dans l'enseignement pratique, V.A. Spiridonov a introduit les techniques d'actions, formes d'enchaînements libres privilégiant les combinaisons techniques, élaborées à partir des diverses formes d'autodéfense et de combats singuliers sportifs. Il décéda peu avant la fin de la Seconde Guerre mondiale en 1944.